# Mohammed bin Sulayem
Mohammed bin Sulayem, född 12 november 1961 i Dubai, Förenade Arabemiraten är en före detta rallyförare och nuvarande ordförande för det internationella bilsportsförbundet Fédération Internationale de l'Automobile (FIA).
bin Sulayem tävlade framgångsrikt i Middle East Rally Championship där han vann 14 mästerskapstitlar. 2005 valdes bin Sulayem till ordförande i Automobile & Touring Club of the United Arab Emirates, Förenade Arabemiratens representant i FIA. 2008 blev han vice ordförande i FIA och i december 2021 tog han över ordförandeposten efter Jean Todt.